# Polytelis swainsonii
Polytelis swainsonii е вид птица от семейство Psittaculidae.

## Разпространение
Видът е разпространен в Австралия.